# Proletariatis Brdzola
Proletariatis Brdzola (em georgiano პროლეტარიატის ბრძოლა, 'Luta do Proletariado') foi um jornal bolchevique ilegal. Proletariatis Brdzola era um órgão da Liga Caucasiana do Partido Operário Social-Democrata Russo. O jornal foi o resultado da fusão de duas publicações ilegais, o Georgiano Brdzola e o Armeniano Proletariat.
Inicialmente, o papel era impresso na tipografia clandestina 'Nina' em Baku. Em setembro de 1904, a impressão foi transferida para Tbilisi. Proletariatis Brdzola foi publicado em georgiano, armênio e russo. A edição georgiana teve uma tiragem de 1200-2500 exemplares, a edição arménia 1000-1200 exemplares e a edição russa cerca de 1200-1500 exemplares.
Seu conselho editorial incluía V. S. Bobrovsky, M. N. Davitashvili, Filipp Makharadze, Joseph Stalin, Alexander Tsulukidze, M. G. Tskhakaya e Stepan Shahumyan. O conselho editorial do Proletariatis Brdzola tinha contatos com a liderança bolchevique exilada. Publicou repetidamente artigos de Lenin e outros materiais de publicações como skra, Vperod e Proletary. Proletariatis Brdzola foi publicado entre abril-maio de 1903 e outubro de 1905. No total, doze números foram publicados.